# Иста, Теа
Теа Иста (12 декабря 1932, Эвиярви — 20 февраля 2014, Эспоо) — финская актриса театра и кино.

## Биография
Теа Иста родилась 12 декабря 1932 года в Эвиярви.
В 1956 году, после окончания Театральной Академии Финляндии, Теа стала актрисой Финского национального театра, где она сделала яркую и долгую карьеру. Даже после выхода на пенсию Теа оставалась на сцене.
Теа Иста скончалась 20 февраля 2014 года в больнице города Эспоо.

## Семья
Муж — режиссёр Джек Витикан (с 1961 года). Дочь — Минна Мария (род. 1963 год).

## Награды
- Премия «Юсси» в номинации «За лучшую женскую роль» (1959)[3]
- Премия «Юсси» в номинации «За лучшую женскую роль» (1973)[3]
- Премия «Ида Аалберг» за 1993 год[3]
- Медаль «Про Финляндия» за 1997 год[3]
- Государственная премия в области сценического искусства за 2012 год[3]